# Listă de animale introduse și reintroduse în România
Aceasta este o listă a speciilor de animale introduse de către om, intenționat sau accidental, în România, dar și a câtorva specii ce au dispărut din fauna țării și au fost reintroduse mai târziu.
| Imagine | Denumire                               | Nomenclatură binară             | Data intoducerii/primei observații | Scopul introducerii                                                    | Arealul natural                                                                   |
| ------- | -------------------------------------- | ------------------------------- | ---------------------------------- | ---------------------------------------------------------------------- | --------------------------------------------------------------------------------- |
|         | Muflon                                 | Ovis ammon musimon              | 1966                               | vânătoare                                                              | Corsica și Sardinia                                                               |
|         | Enot, câine-raton, viezure cu barbă    | Nyctereutes procyonoides        | 1951                               | blană (accidental)                                                     | Estul Asiei                                                                       |
|         | Bizam                                  | Ondatra zibethicus              | 1940                               | blană (accidental)                                                     | America de Nord                                                                   |
|         | Iepure de vizuină, lapin               | Oryctolagus cuniculus           | 1890                               | vânătoare                                                              | Spania și Portugalia                                                              |
|         | Păstrăv fântânel                       | Salvelinus fontinalis           | 1906                               | pescuit                                                                | America de Nord                                                                   |
|         | Păstrăv curcubeu                       | Oncorhynchus mykiss             | 1885                               | pescuit                                                                | America de Nord                                                                   |
|         | Coregon                                | Coregonus lavaretus maraenoides | 1956                               | pescuit                                                                | Rusia                                                                             |
|         | Biban soare, sorete, regina-bălții     | Lepomis gibbosus                | 1929                               | pește ornamental                                                       | America de Nord                                                                   |
|         | Novac                                  | Hypophthalmichthys nobilis      | 1960                               | acvacultură                                                            | Nord-estul Chinei și Extremul Orient                                              |
|         | Sânger                                 | Hypophthalmichthys molitrix     | 1960                               | acvacultură                                                            | China și Siberia de Est                                                           |
|         | Cosaș, cteno, ten, amur                | Ctenopharyngodon idella         | 1960                               | acvacultură                                                            | Asia de Est                                                                       |
|         | Somn pitic, somotei                    | Ameiurus nebuosus               | 1934                               | acvacultură                                                            | America de Nord                                                                   |
|         | Somn negru, somotei                    | Ameiurus melas                  | 1997                               | pescuit                                                                | America de Nord                                                                   |
|         | Somn de canal                          | Ictalurus punctatus             | 1978                               | acvacultură                                                            | America de Nord                                                                   |
|         | Murgoi bălțat                          | Pseudorasbora parva             | 1960-1962                          | accidental                                                             | China                                                                             |
|         | Guvid de Amur                          | Perccottus glenii               | 2001                               | accidental                                                             | Extremul Orient                                                                   |
|         | Chefal cu ochi roșii                   | Liza haematocheila              | 1972-1978                          | acvacultură                                                            | Pacificul de Nord-Vest                                                            |
|         | Nurca americană, vizon                 | Neovison vison                  | ?                                  | blană (accidental)                                                     | America de Nord                                                                   |
|         | Cerb lopătar                           | Dama dama                       | ?                                  | vânătoare                                                              | Sudul Europei                                                                     |
|         | Fazan                                  | Phasianus colchicus             | antichitate                        | vânătoare                                                              | Asia                                                                              |
|         | Papagal Micul Alexandru                | Psittacula krameri              | sec XXI                            | animal de companie eliberat/evadat                                     | Asia                                                                              |
|         | Porumbel domestic                      | Columba livia domestica         | Antichitate                        | animal domestic eliberat/evadat                                        | Sudul Europei, Nordul Africii, Orientul Mijlociu și sudul Asiei (forma sălbatică) |
|         | Gâscă de Nil                           | Alopochen aegyptiaca            | Sec XXI                            | evadat din captivitate; pasăre ornamentală                             | Africa                                                                            |
|         | Șobolanul negru                        | Rattus rattus                   | ?                                  | accidental                                                             | Asia                                                                              |
|         | Șobolanul brun                         | Rattus norvegicus               | sec. XVIII-XIX                     | accidental                                                             | Asia                                                                              |
|         | Șoarece de casă                        | Mus musculus                    | în jurul anului 1000 î.Hr.         | accidental                                                             | Asia                                                                              |
|         | Rapana                                 | Rapana venosa                   | 1963                               | accidental                                                             | Asia de Est                                                                       |
|         | Țestoasa cu tâmple roșii               | Trachemys scripta               | sec. XXI                           | animal de companie eliberat                                            | America de Nord                                                                   |
|         | Țestoasa hartă de Mississippi          | Graptemys pseudogeographica     | 2013                               | animal de companie eliberat                                            | America de Nord                                                                   |
|         | Țestoasa hartă de Ouachita             | Graptemys ouachitensis          | 2013                               | animal de companie eliberat                                            | America de Nord                                                                   |
|         | Țestoasa de râu                        | Pseudemys concinna              | 2016                               | animal de companie eliberat                                            | America de Nord                                                                   |
|         | Țestoasa de peninsulă                  | Pseudemys peninsularis          | 2016                               | animal de companie eliberat                                            | America de Nord                                                                   |
|         | Țestoasa chinezească cu carapace moale | Pelodiscus sinensis             | 2017                               | animal de companie eliberat                                            | Asia                                                                              |
|         | Țestoasa chinezească cu gât dungat     | Mauremys sinensis               | 2021                               | animal de companie eliberat                                            | America de Nord                                                                   |
|         | Țestoasa chinezească de iaz            | Mauremys reevesii               | 2021                               | animal de companie eliberat                                            | Asia                                                                              |
|         | Șopârlă italiană de ziduri             | Podarcis siculus                | 2019                               | accidental                                                             | Croația Bosnia și Herțegovina Franța Italia Serbia Muntenegru Slovenia Elveția    |
|         | Gecko cu degete subțiri                | Mediodactylus danilewskii       | 2019 (prima populație)             | accidental                                                             | SE Europei și Turcia                                                              |
|         | Nutria                                 | Myocastor coypus                | până la 1989                       | blană (accidental)                                                     | America de Sud                                                                    |
|         | Cal domestic (în Letea)                | Equus caballus                  | 1980'                              | eliberați dintr-o fermă                                                | Eurasia (strămoșul)                                                               |
|         | Gândac de Colorado                     | Leptinotarsa decemlineata       | sec XX                             | accidental                                                             | Colorado și Texas                                                                 |
|         | Gândac negru de bucătărie              | Blatta orientalis               | ?                                  | accidental                                                             | Crimeea, zona Mării Negre și a Mării Caspice                                      |
|         | Gândac de bucătărie american           | Periplaneta americana           | ?                                  | accidental                                                             | Africa și Orientul Mijlociu                                                       |
|         | Tigrul platanului                      | Corythucha ciliata              | 1987                               | accidental                                                             | America de Nord                                                                   |
|         | Tigrul stejarului                      | Corythucha arcuata              | 2015                               | accidental                                                             | America de Nord                                                                   |
|         | N/A                                    | Hierodula tenuidentata          | 2018                               | accidental                                                             | Asia                                                                              |
|         | Fluture alb american                   | Hyphantria cunea                | 1960                               | accidental                                                             | America de Nord                                                                   |
|         | Buburuza asiatică                      | Harmonia axyridis               | sec XX                             | accidental                                                             | Asia de Est                                                                       |
|         | Omida păroasă a buxusului              | Cydalima perspectalis           | 2011                               | accidental, adus cu tufele de Buxus                                    | Asia                                                                              |
|         | Crabul chinezesc                       | Eriocheir sinensis              | 1997                               | accidental                                                             | Asia                                                                              |
|         | Racul dungat                           | Faxionus limosus                | 2008                               | acvacultură, prima oară în Europa Centrală iar mai apoi extins arealul | America de Nord                                                                   |
|         | Racul marmorat                         | Procambarus virginalis          | 2017                               | Acvaristică                                                            | Nu există populații naturale                                                      |
|         |                                        | Macrobrachium nipponense        | 2021                               | Accidental                                                             | Asia                                                                              |
|         |                                        | Rhithropanopeus harrisii        | 1951                               | Accidental                                                             | Coasta de Est a Oceanului Atlantic                                                |
|         |                                        | Dyspanopeus sayi                | 2010                               | Accidental                                                             | Coasta de Est a Oceanului Atlantic                                                |
|         | Crab albastru american                 | Callinectes sapidus             | 1998                               | Accidental                                                             | America de Nord, coasta Oceanului Atlantic                                        |
|         |                                        | Palaemon macrodactylus          | 2009                               | Accidental                                                             | Estul Asiei                                                                       |
|         | Caras                                  | Carassius gibelio               | 1912                               | Acvacultură, pescuit                                                   | Asia de Nord                                                                      |
|         | Gambuzie                               | Gambusia holbrooki              | 1927                               | Acvaristică, combaterea țânțarilor                                     | America de Nord                                                                   |
|         | Guppy                                  | Poecilia reticulata             | ?                                  | Acvaristică                                                            | America de Sud                                                                    |
|         | Moly                                   | Poecilia sphenops               | ?                                  | Acvaristică                                                            | America Centrală                                                                  |
|         | Xipho                                  | Xiphophorus helleri             | ?                                  | Acvaristică                                                            | America de Nord și America Centrală                                               |
|         | Pește paradis                          | Macropodus opercularis          | ?                                  | Acvaristică                                                            | Asia de Est                                                                       |
|         | Gurami                                 | Trichogaster trichopterus       | ?                                  | Acvaristică                                                            | Asia de SE                                                                        |
|         | Caras auriu                            | Carassius auratus               |                                    | Ornament                                                               | Asia                                                                              |
|         |                                        | Beroe ovata                     | sec XX                             | Accidental                                                             | Oceanul Atlantic și Marea Mediterană                                              |
|         |                                        | Mnemiopsis leidyi               | sec. XX                            | Accidental                                                             | Oceanul Atlantic                                                                  |

Specii de animale reintroduse în România
| Imagine | Nume   | Nomenclatura binară | Data dispariției | Data reintroducerii                       | Număr de exemplare      |
| ------- | ------ | ------------------- | ---------------- | ----------------------------------------- | ----------------------- |
|         | Breb   | Castor fiber        | 1823             | 1998                                      | 182 (în 2003)           |
|         | Zimbru | Bison bonasus       | sec. XVIII       | 1958 (în rezervații) 2012 (în sălbăticie) | 46 (în libertate, 2016) |